# 卡斯尔山
卡斯尔山（Castle Mountain）位于落基山脉班夫国家公园，大约在班夫镇和路易斯湖中间。从加拿大横贯公路一侧看山峰非常陡峭，北坡比较平缓，可以攀登至山顶。
山的名字由詹姆斯·赫克托於1858年命名，由于山形象一座城堡（英文为Castle）而得名。第二次世界大战期间，由于美国总统德怀特·艾森豪威尔的贡献，这座山的名字改为“艾森豪威尔山”（Mount Eisenhower）。后来，由于公众压力，1983年，山又恢复了原名，在山东南端的一座独立的小峰被成为“艾森豪威尔塔”（Eisenhower Tower）。
山的整体由7个峰，包括“海伦娜峰”（Helena Ridge，2862米）、“Stuart Knob”（2850米）和“电视塔峰”（Television Peak，2970米），最后一座峰是由于峰顶有一个电视信号转发器而命名。